# Saint-André-en-Morvan
Saint-André-en-Morvan is een gemeente in het Franse departement Nièvre (regio Bourgogne-Franche-Comté) en telt 295 inwoners (2009). De plaats maakt deel uit van het arrondissement Clamecy.

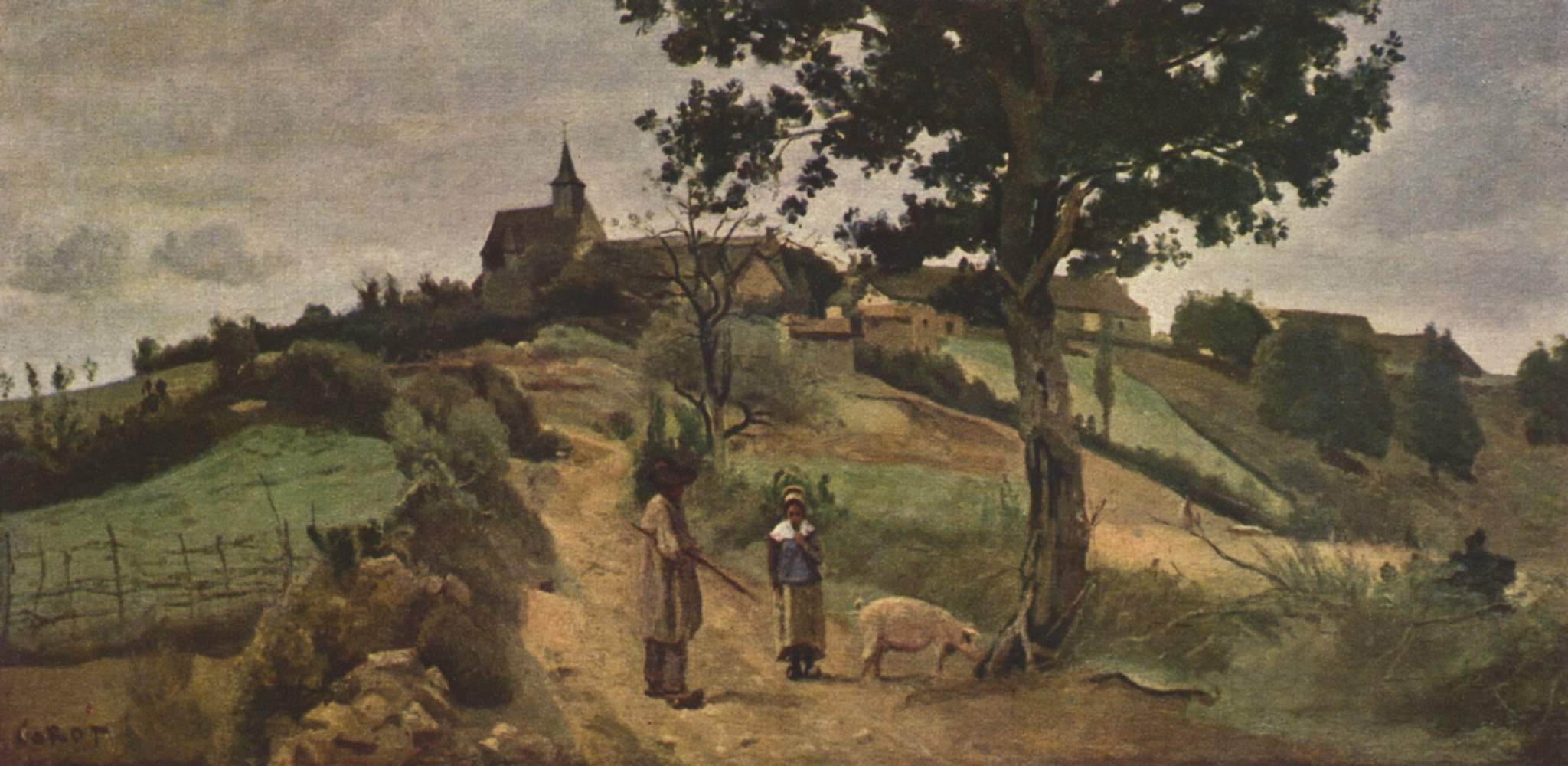
Saint-André-en-Morvan, in 1842 geschilderd door Jean-Baptiste-Camille Corot

## Geografie
De oppervlakte van Saint-André-en-Morvan bedraagt 22,7 km², de bevolkingsdichtheid is 12,9 inwoners per km².
De onderstaande kaart toont de ligging van Saint-André-en-Morvan met de belangrijkste infrastructuur en aangrenzende gemeenten.

## Demografie
Onderstaande figuur toont het verloop van het inwonertal (bron: INSEE-tellingen).